# Graziano Mancinelli
Graziano Mancinelli (Milán, 18 de febrero de 1937-Concesio, 8 de octubre de 1992) fue un jinete italiano que compitió en la modalidad de salto ecuestre.
Participó en cinco Juegos Olímpicos de Verano entre los años 1964 y 1984, obteniendo tres medallas, bronce en Tokio 1964 y oro y bronce en Múnich 1972. Ganó una medalla de plata en el Campeonato Mundial de Saltos Ecuestres de 1970 y una medalla de oro en el Campeonato Europeo de Saltos Ecuestres de 1963.

## Palmarés internacional
| Juegos Olímpicos   | Juegos Olímpicos   | Juegos Olímpicos  | Juegos Olímpicos |
| Año                | Lugar              | Medalla           | Categoría        |
| ------------------ | ------------------ | ----------------- | ---------------- |
| 1964               | Tokio (Japón)      | Medalla de bronce | Por equipos      |
| 1972               | Múnich (RFA)       | Medalla de oro    | Individual       |
| 1972               | Múnich (RFA)       | Medalla de bronce | Por equipos      |
| Campeonato Mundial |                    |                   |                  |
| Año                | Lugar              | Medalla           | Categoría        |
| 1970               | La Baule (Francia) | Medalla de plata  | Individual       |
| Campeonato Europeo |                    |                   |                  |
| Año                | Lugar              | Medalla           | Categoría        |
| 1963               | Roma (Italia)      | Medalla de oro    | Individual       |